# ذراع الفقية

تعديل مصدري - تعديل

ذراع الفقيه هي إحدى قرى عزلة القارة بمديرية رصد التابعة لمحافظة أبين، بلغ تعداد سكانها 139 نسمة حسب تعداد اليمن لعام 2004.